# Discographie d'Elvis Presley
Pour un article plus général, voir Elvis Presley.
La discographie d'Elvis Presley contient des bandes sonores, des compilations et des albums live. Au total 67 albums ont été produits de 1956 à 1977.

## Albums

### Albums studio et bandes originales
| Année | Titres                                           | Détails                                    | Classements | Classements | Certifications       |
| Année | Titres                                           | Détails                                    | US          | UK          | Certifications       |
| ----- | ------------------------------------------------ | ------------------------------------------ | ----------- | ----------- | -------------------- |
| 1956  | Elvis Presley                                    | - Sortie : 23 mars 1956 - Label : RCA      | 1           | 1           | - RIAA : Platine     |
| 1956  | Elvis                                            | - Sortie : 19 octobre 1956 - Label : RCA   | 1           | 3           | - RIAA : Platine     |
| 1957  | Loving You (BO)                                  | - Sortie : 1er juillet 1957 - Label : RCA  | 1           | 1           | - RIAA : Or          |
| 1957  | Elvis' Christmas Album                           | - Sortie : 15 octobre 1957 - Label : RCA   | 1           | 2           | - RIAA : 3 × Platine |
| 1958  | King Creole (BO)                                 | - Sortie : 19 septembre 1958 - Label : RCA | 2           | 1           | - RIAA : Or          |
| 1960  | Elvis Is Back!                                   | - Sortie : 8 avril 1960 - Label : RCA      | 2           | 1           | - RIAA : Or          |
| 1960  | G.I. Blues (BO)                                  | - Sortie : 1er octobre 1960 - Label : RCA  | 1           | 1           | - RIAA : Platine     |
| 1960  | His Hand in Mine                                 | - Sortie : 10 novembre 1960 - Label : RCA  | 13          | 3           | - RIAA : Platine     |
| 1961  | Something for Everybody                          | - Sortie : 17 juin 1961 - Label : RCA      | 1           | 2           | - RIAA : Or          |
| 1961  | Blue Hawaii (BO)                                 | - Sortie : 20 octobre 1961 - Label : RCA   | 1           | 1           | - RIAA : 3 × Platine |
| 1962  | Pot Luck                                         | - Sortie : 5 juin 1962 - Label : RCA       | 4           | 1           |                      |
| 1962  | Girls! Girls! Girls! (BO)                        | - Sortie : 9 novembre 1962 - Label : RCA   | 3           | 2           | - RIAA : Or          |
| 1963  | It Happened at the World's Fair (BO)             | - Sortie : 10 avril 1963 - Label : RCA     | 4           | 4           |                      |
| 1963  | Fun in Acapulco (BO)                             | - Sortie : 1er novembre 1963 - Label : RCA | 3           | 9           |                      |
| 1964  | Kissin' Cousins (BO)                             | - Sortie : 2 avril 1964 - Label : RCA      | 6           | 5           | - RIAA : Or          |
| 1964  | Roustabout (BO)                                  | - Sortie : 20 octobre 1964 - Label : RCA   | 1           | 12          | - RIAA : Or          |
| 1965  | Girl Happy (BO)                                  | - Sortie : 2 mars 1965 - Label : RCA       | 8           | 8           | - RIAA : Or          |
| 1965  | Harum Scarum (BO)                                | - Sortie : 3 novembre 1965 - Label : RCA   | 8           | 11          |                      |
| 1966  | Frankie and Johnny (BO)                          | - Sortie : 1er mars 1966 - Label : RCA     | 20          | 11          | - RIAA : Platine     |
| 1966  | Paradise, Hawaiian Style (BO)                    | - Sortie : 10 juin 1966 - Label : RCA      | 15          | 7           |                      |
| 1966  | Spinout (BO)                                     | - Sortie : 31 octobre 1966 - Label : RCA   | 18          | 17          |                      |
| 1967  | How Great Thou Art                               | - Sortie : 27 février 1967 - Label : RCA   | 18          | 11          | - RIAA : 3 × Platine |
| 1967  | Double Trouble (BO)                              | - Sortie : 1 juin 1967 - Label : RCA       | 47          | 34          |                      |
| 1967  | Clambake (BO)                                    | - Sortie : 23 octobre 1967 - Label : RCA   | 40          | 39          |                      |
| 1968  | Speedway (BO)                                    | - Sortie : 20 mai 1968 - Label : RCA       | 82          | -           |                      |
| 1969  | From Elvis in Memphis                            | - Sortie : 17 juin 1969 - Label : RCA      | 13          | 1           | - RIAA : Or          |
| 1969  | From Memphis to Vegas / From Vegas to Memphis    | - Sortie : 14 octobre 1969 - Label : RCA   | 12          | 3           | - RIAA : Or          |
| 1970  | That's the Way It Is                             | - Sortie : 1 novembre 1970 - Label : RCA   | 21          | 12          | - RIAA : Platine     |
| 1971  | Elvis Country (I'm 10,000 Years Old)             | - Sortie : 2 janvier 1971 - Label : RCA    | 12          | 6           | - RIAA : Or          |
| 1971  | Love Letters from Elvis                          | - Sortie : 16 juin 1971 - Label : RCA      | 33          | 7           |                      |
| 1971  | Elvis Sings the Wonderful World of Christmas     | - Sortie : 20 octobre 1971 - Label : RCA   | —           | —           | - RIAA : 3 × Platine |
| 1972  | Elvis Now                                        | - Sortie : 20 février 1972 - Label : RCA   | 43          | 12          | - RIAA : Or          |
| 1972  | He Touched Me                                    | - Sortie : avril 1972 - Label : RCA        | 79          | 38          | - RIAA : Platine     |
| 1973  | Elvis                                            | - Sortie : juillet 1973 - Label : RCA      | 52          | 16          |                      |
| 1973  | Raised on Rock                                   | - Sortie : 1er octobre 1973 - Label : RCA  | 50          | —           |                      |
| 1974  | Good Times                                       | - Sortie : 20 mars 1974 - Label : RCA      | 90          | 42          |                      |
| 1975  | Promised Land                                    | - Sortie : 8 janvier 1975 - Label : RCA    | 47          | 21          |                      |
| 1975  | Today                                            | - Sortie : 7 mai 1975 - Label : RCA        | 57          | 48          |                      |
| 1976  | From Elvis Presley Boulevard, Memphis, Tennessee | - Sortie : 1er mai 1976 - Label : RCA      | 41          | 29          | - RIAA : Or          |
| 1977  | Moody Blue                                       | - Sortie : 19 juillet 1977 - Label : RCA   | 3           | 3           | - RIAA : 2 × Platine |

### Albums en concert
| Année | Titre                                         | Détails                                    | Classements | Classements | Certifications       |
| Année | Titre                                         | Détails                                    | US          | UK          | Certifications       |
| ----- | --------------------------------------------- | ------------------------------------------ | ----------- | ----------- | -------------------- |
| 1968  | Elvis (NBC-TV Special)                        | - Sortie : 22 novembre 1968 - Label : RCA  | 8           | 2           | - RIAA : Platine     |
| 1969  | From Memphis to Vegas / From Vegas to Memphis | - Sortie : 14 octobre 1969 - Label : RCA   | 12          | 3           | - RIAA : Or          |
| 1970  | On Stage                                      | - Sortie : 23 juin 1970 - Label : RCA      | 13          | 2           | - RIAA : Platine     |
| 1972  | Elvis: As Recorded at Madison Square Garden   | - Sortie : 18 juin 1972 - Label : RCA      | 11          | 3           | - RIAA : 3 × Platine |
| 1973  | Aloha from Hawaii Via Satellite               | - Sortie : 4 février 1973 - Label : RCA    | 1           | 11          | - RIAA : 5 × Platine |
| 1974  | Elvis Recorded Live on Stage in Memphis       | - Sortie : 7 juillet 1974 - Label : RCA    | 33          | 44          | - RIAA : Or          |
| 1974  | Having Fun with Elvis on Stage                | - Sortie : août 1974 - Label : Boxcar, RCA | 130         | —           |                      |
| 1977  | Elvis in Concert                              | - Sortie : 3 octobre 1977 - Label : RCA    | 5           | 13          | - RIAA : 3 × Platine |
| 2022  | Elvis on Tour                                 | - Sortie : 2 décembre 2022 - Label : RCA   |             |             |                      |

### Compilations
| Année | Titre                                        | Détails                                    | Classements | Classements | Certifications       |
| Année | Titre                                        | Détails                                    | US          | UK          | Certifications       |
| ----- | -------------------------------------------- | ------------------------------------------ | ----------- | ----------- | -------------------- |
| 1958  | Elvis' Golden Records                        | - Sortie : 21 mars 1958 - Label : RCA      | 3           | 2           | - RIAA : 6 × Platine |
| 1959  | For LP Fans Only                             | - Sortie : 23 janvier 1959 - Label : RCA   | 19          | -           |                      |
| 1959  | A Date With Elvis                            | - Sortie : 24 juillet 1959 - Label : RCA   | 32          | -           |                      |
| 1959  | 50,000,000 Elvis Fans Can't Be Wrong         | - Sortie : 13 novembre 1959 - Label : RCA  | 8           | 2           | - RIAA : Platine     |
| 1963  | Elvis' Golden Records Volume 3               | - Sortie : 11 août 1963 - Label : RCA      | 3           | 6           | - RIAA : Platine     |
| 1965  | Elvis For Everyone                           | - Sortie : 10 août 1965 - Label : RCA      | 10          | -           |                      |
| 1968  | Elvis' Gold Records Volume 4                 | - Sortie : 2 janvier 1968 - Label : RCA    | 33          | -           | - RIAA : Or          |
| 1968  | Elvis Sings Flaming Star                     | - Sortie : 1er octobre 1968 - Label : RCA  | 96          | 2           | - RIAA : Platine     |
| 1970  | Let's Be Friends                             | - Sortie : 1er avril 1970 - Label : RCA    | 105         | -           | - RIAA : Platine     |
| 1970  | Almost in Love                               | - Sortie : 1er octobre 1970 - Label : RCA  | 65          | 38          | - RIAA : Platine     |
| 1971  | You'll Never Walk Alone                      | - Sortie : 22 mars 1971 - Label : RCA      | 69          | 20          | - RIAA : Platine     |
| 1971  | C'mon Everybody                              | - Sortie : 1er juillet 1971 - Label : RCA  | 70          | 5           | - RIAA : Platine     |
| 1971  | I Got Lucky                                  | - Sortie : 1er octobre 1971 - Label : RCA  | 104         | 26          | - RIAA : Platine     |
| 1972  | Burning Love & Hits From His Movies Volume 2 | - Sortie : 1er novembre 1972 - Label : RCA | 22          | -           | - RIAA : Platine     |
| 1972  | Separate Ways (en)                           | - Sortie : 1er décembre 1972 - Label : RCA | 46          | -           | - RIAA : \| Platine  |
| 1974  | Elvis: A Legendary Performer Volume 1        | - Sortie : 2 janvier 1974 - Label : RCA    | 41          | 20          | - RIAA : Platine     |
| 1976  | Elvis: A Legendary Performer Volume 2        | - Sortie : 8 janvier 1976 - Label : RCA    | 46          | -           | - RIAA : Platine     |
| 1976  | The Sun Sessions                             | - Sortie : 22 mars 1976 - Label : RCA      | 76          | 16          |                      |
| 1977  | Welcome to My World                          | - Sortie : 17 mars 1977 - Label : RCA      | 44          | 7           | - RIAA : Platine     |

## Singles

### Années 1950
| Année | Titre                                                              | Détails                                            | Classements | Classements | Album                                |
| Année | Titre                                                              | Détails                                            | US          | UK          | Album                                |
| ----- | ------------------------------------------------------------------ | -------------------------------------------------- | ----------- | ----------- | ------------------------------------ |
| 1954  | That's All Right / Blue Moon Of Kentucky                           | - Sortie : 19 juillet 1954 - Label : Sun Records   | -           | -           | For LP Fans Only                     |
| 1954  | Good Rockin' Tonight / I Don't Care if the Sun Don't Shine         | - Sortie : 22 septembre 1954 - Label : Sun Records | -           | -           | A Date With Elvis                    |
| 1955  | Milkcow Blues Boogie / You're a Heartbreaker                       | - Sortie : 8 Janvier 1955 - Label : Sun Records    | -           | -           | A Date With Elvis                    |
| 1955  | Baby Let's Play House / I'm Left, You're Right, She's Gone         | - Sortie : 25 avril 1955 - Label : Sun Records     | -           | -           | For LP Fans Only                     |
| 1955  | I Forgot to Remember to Forget / Mystery Train                     | - Sortie : 1 août 1955 - Label : Sun Records       | -           | -           | A Date With Elvis                    |
| 1956  | Heartbreak Hotel / I Was The One                                   | - Sortie : 27 janvier 1956 - Label : RCA           | 1           | 2           | Elvis' Golden Records                |
| 1956  | I Want You, I Need You, I Love You / My Baby Left Me               | - Sortie : 4 mai 1956 - Label : RCA                | 1           | 14          | Elvis' Golden Records                |
| 1956  | Hound Dog / Don't Be Cruel                                         | - Sortie : 13 juillet 1956 - Label : RCA           | 1           | 2           | Elvis' Golden Records                |
| 1956  | Love Me Tender / Any Way You Want Me                               | - Sortie : 28 Septembre 1956 - Label : RCA         | 1           | 11          | Elvis' Golden Records                |
| 1957  | Too Much / Playing for Keeps                                       | - Sortie : 4 janvier 1957 - Label : RCA            | 1           | 6           | Elvis' Golden Records                |
| 1957  | All Shook Up / That's When Your Heartaches Begin                   | - Sortie : 22 mars 1957 - Label : RCA              | 1           | 1           | Elvis' Golden Records                |
| 1957  | Teddy Bear / Loving You                                            | - Sortie : 11 juin 1957 - Label : RCA              | 1           | 3           | Loving You                           |
| 1957  | Jailhouse Rock / Treat Me Nice                                     | - Sortie : 24 septembre 1957 - Label : RCA         | 1           | 1           | Elvis' Golden Records                |
| 1958  | Don't / I Beg of You                                               | - Sortie : 7 janvier 1958 - Label : RCA            | 1           | 2           | 50,000,000 Elvis Fans Can't Be Wrong |
| 1958  | Wear My Ring Around Your Neck / Doncha Think It's Time             | - Sortie : 1er avril 1958 - Label : RCA            | 2           | 3           | 50,000,000 Elvis Fans Can't Be Wrong |
| 1958  | Hard Headed Woman / Don't Ask Me Why                               | - Sortie : 10 juin 1958 - Label : RCA              | 1           | 2           | King Creole                          |
| 1958  | One Night / I Got Stung                                            | - Sortie : 21 octobre 1958 - Label : RCA           | 4           | 1           | 50,000,000 Elvis Fans Can't Be Wrong |
| 1959  | I Need Your Love Tonight / (Now and Then There's) A Fool Such as I | - Sortie : 10 mars 1959 - Label : RCA              | 2           | 1           | 50,000,000 Elvis Fans Can't Be Wrong |
| 1959  | A Big Hunk o' Love / My Wish Came True                             | - Sortie : 23 juin 1959 - Label : RCA              | 1           | 4           | 50,000,000 Elvis Fans Can't Be Wrong |

### Années 1960
| Année | Titre                                                                        | Détails                                    | Classements | Classements | Album                                                 |
| Année | Titre                                                                        | Détails                                    | US          | UK          | Album                                                 |
| ----- | ---------------------------------------------------------------------------- | ------------------------------------------ | ----------- | ----------- | ----------------------------------------------------- |
| 1960  | Stuck on You / Fame and Fortune                                              | - Sortie : 23 mars 1960 - Label : RCA      | 1           | 3           | - Elvis' Golden Records Volume 3                      |
| 1960  | It's Now or Never / A Mess of Blues                                          | - Sortie : 5 juillet 1960 - Label : RCA    | 1           | 1           | - Elvis' Golden Records Volume 3                      |
| 1960  | Are You Lonesome Tonight / I Gotta Know                                      | - Sortie : 1er novembre 1960 - Label : RCA | 1           | 1           | - Elvis' Golden Records Volume 3                      |
| 1961  | Surrender / Lonely Man                                                       | - Sortie : 7 février 1961 - Label : RCA    | 1           | 1           | - Elvis' Golden Records Volume 3                      |
| 1961  | I Feel So Bad / Wild in the Country                                          | - Sortie : 2 mai 1961 - Label : RCA        | 5           | 4           | - Elvis' Golden Records Volume 3                      |
| 1961  | (Marie's the Name) His Latest Flame / Little Sister                          | - Sortie : 8 août 1961 - Label : RCA       | 4           | 1           | - Elvis' Golden Records Volume 3                      |
| 1961  | Can't Help Falling in Love / Rock-A-Hula Baby                                | - Sortie : 22 novembre 1961 - Label : RCA  | 2           | 1           | - Blue Hawaii (BO)                                    |
| 1962  | Good Luck Charm / Anything That's Part Of You                                | - Sortie : 27 février 1962 - Label : RCA   | 1           | 1           | - Elvis' Golden Records Volume 3                      |
| 1962  | She's Not You / Just Tell Her Jim Said Hello                                 | - Sortie : 17 juillet 1962 - Label : RCA   | 5           | 1           | - Elvis' Golden Records Volume 3                      |
| 1962  | Return to Sender / Where Do You Come From                                    | - Sortie : 2 octobre 1962 - Label : RCA    | 2           | 1           | - Girls! Girls! Girls! (BO)                           |
| 1963  | One Broken Heart for Sale / They Remind Me Too Much You                      | - Sortie : 29 janvier 1963 - Label : RCA   | 11          | 12          | - It Happened at the World's Fair (BO)                |
| 1963  | (You're the) Devil in Disguise / Please Don't Drag That String Around        | - Sortie : 18 juin 1963 - Label : RCA      | 3           | 1           | - Elvis' Gold Records Volume 4                        |
| 1963  | Bossa Nova Baby / Witchcraft                                                 | - Sortie : 1er octobre 1963 - Label : RCA  | 8           | 13          | - Fun in Acapulco (BO)                                |
| 1964  | Kissin' Cousins / It Hurts Me                                                | - Sortie : 10 février 1964 - Label : RCA   | 12          | 10          | - Kissin' Cousins (BO)                                |
| 1964  | Kiss Me Quick / Suspicion (en)                                               | - Sortie : 14 avril 1964 - Label : RCA     | 34          | 14          | - Pot Luck                                            |
| 1964  | Viva Las Vegas / What'd I Say                                                | - Sortie : 28 avril 1964 - Label : RCA     | 29          | 17          | - Elvis' Gold Records Volume 4                        |
| 1964  | Such a Night / Never Ending                                                  | - Sortie : 14 juillet 1964 - Label : RCA   | 16          | 13          | - Elvis Is Back!                                      |
| 1964  | Ask Me / Ain't That Loving You Baby                                          | - Sortie : 22 septembre 1964 - Label : RCA | 12          | -           | - Elvis' Gold Records Volume 4                        |
| 1964  | Blue Christmas / Wooden Heart                                                | - Sortie : 9 novembre 1964 - Label : RCA   | 24          | 11          | - Elvis' Christmas Album                              |
| 1965  | Crying in the Chapel / I Believe in the Man in the Sky                       | - Sortie : 6 avril 1965 - Label : RCA      | 3           | 1           | - How Great Thou Art                                  |
| 1965  | (Such an) Easy Question / It Feels So Right                                  | - Sortie : 28 mai 1965 - Label : RCA       | 11          | -           | - Pot Luck                                            |
| 1965  | I'm Yours / (It's a) Long Lonely Highway                                     | - Sortie : 10 août 1965 - Label : RCA      | 11          | -           | - Pot Luck                                            |
| 1965  | Puppet on a String / Wooden Heart                                            | - Sortie : 20 octobre 1965 - Label : RCA   | 14          | -           | - Girl Happy (BO)                                     |
| 1965  | Blue Christmas / Santa Claus Is Back in Town                                 | - Sortie : 26 octobre 1965 - Label : RCA   | -           | -           | - Elvis' Christmas Album                              |
| 1965  | Tell Me Why / Blue River                                                     | - Sortie : 3 décembre 1965 - Label : RCA   | 33          | 15          | - The Other Sides: Worldwide Gold Award Hits Volume 2 |
| 1966  | Joshua Fit the Battle / Know Only to Him                                     | - Sortie : 15 février 1966 - Label : RCA   | -           | -           | - His Hand in Mine                                    |
| 1966  | Milky White Way / Swing Down Sweet Chariot                                   | - Sortie : 15 février 1966 - Label : RCA   | -           | -           | - His Hand in Mine                                    |
| 1966  | Frankie and Johnny / Please Don't Stop Loving Me                             | - Sortie : 1er mars 1966 - Label : RCA     | 25          | 21          | - Frankie and Johnny (BO)                             |
| 1966  | Love Letters / Come What May                                                 | - Sortie : 8 juin 1966 - Label : RCA       | 19          | 6           | - Elvis' Gold Records Volume 4                        |
| 1966  | Spinout / All That I Am                                                      | - Sortie : 13 septembre 1966 - Label : RCA | 40          | -           | - Spinout (BO)                                        |
| 1966  | If Everyday Was Like Christmas / How Would You Like to Be                    | - Sortie : 15 novembre 1966 - Label : RCA  | -           | 9           | - Elvis' Christmas Album (reissue)                    |
| 1967  | Indescribably Blue / Fools Fall in Love                                      | - Sortie : 10 janvier 1967 - Label : RCA   | 33          | 21          | - Elvis' Gold Records Volume 4                        |
| 1967  | Long Legged Girl (With the Short Dress On) / That's Someone You Never Forget | - Sortie : 28 avril 1967 - Label : RCA     | 63          | 49          | - Double Trouble (BO)                                 |
| 1967  | There's Always Me / Judy                                                     | - Sortie : 8 août 1967 - Label : RCA       | 56          | -           | - Something for Everybody                             |
| 1967  | Big Boss Man / You Don't Know                                                | - Sortie : 26 septembre 1967 - Label : RCA | 38          | 51          | - Clambake (BO)                                       |
| 1968  | Guitar Man / Hi-Heel Sneakers                                                | - Sortie : 9 janvier 1968 - Label : RCA    | 43          | 19          | - Clambake (BO)                                       |
| 1968  | U.S. Male / Stay Away                                                        | - Sortie : 28 février 1968 - Label : RCA   | 28          | 15          | - Almost in Love                                      |
| 1968  | You'll Never Walk Alone / We Call on Him                                     | - Sortie : 26 mars 1968 - Label : RCA      | 90          | 44          | - You'll Never Walk Alone                             |
| 1968  | Your Time Hasn't Come Yet / Let Yourself Go                                  | - Sortie : 21 mai 1968 - Label : RCA       | 71          | -           | - Speedway (BO)                                       |
| 1968  | Almost in Love / A Little Less Conversation                                  | - Sortie : 3 septembre 1968 - Label : RCA  | 69          | -           | - Almost in Love                                      |
| 1968  | If I Can Dream / Edge of Reality                                             | - Sortie : 5 novembre 1968 - Label : RCA   | 12          | 11          | - Elvis (NBC TV Special)                              |
| 1969  | Memories / Charro!                                                           | - Sortie : 25 février 1969 - Label : RCA   | 35          | -           | - Elvis (NBC TV Special)                              |
| 1969  | How Great Thou Art / His Hand in Mine                                        | - Sortie : 25 mars 1969 - Label : RCA      | 105         | -           | - How Great Thou Art                                  |
| 1969  | In the Ghetto / Any Day Now                                                  | - Sortie : 14 avril 1969 - Label : RCA     | 3           | 2           | - From Elvis in Memphis                               |
| 1969  | Clean Up Your Own Backyard / The Fair Is Moving On                           | - Sortie : 17 juin 1969 - Label : RCA      | 35          | 21          | - Almost in Love                                      |
| 1969  | Suspicious Minds / You'll Think of Me                                        | - Sortie : 26 août 1969 - Label : RCA      | 1           | 2           | - Worldwide 50 Gold Award Hits Volume 1               |
| 1969  | Don't Cry Daddy / Rubberneckin                                               | - Sortie : 11 novembre 1969 - Label : RCA  | 6           | 8           | - Worldwide 50 Gold Award Hits Volume 1               |

### Années 1970
- Kentucky Rain / My Little Friend (29 janvier 1970)
- The Wonder of You (Live) / Mama Liked The Roses (20 avril 1970)
- I've Lost You / The Next Step Is Love (14 juillet 1970)
- You Don't Have to Say You Love Me / Patch It Up (6 octobre 1970)
- I Really Don't Want to Know / There Goes My Everything (8 décembre 1970)
- Rags to Riches / Where Did They Go, Lord (23 février 1971)
- Life / Only Believe (25 mai 1971)
- I'm Leavin' / Heart of Rome (22 juin 1971)
- It's Only Love / The Sound of Your Cry (21 septembre 1971)
- Merry Christmas Baby /. O' Come All Ye Faithful (9 novembre 1971)
- Until It Is Time for You To Go / We Can Make the Morning (4 janvier 1972)
- He Touched Me / Bosom of Abraham (4 février 1972)
- An American Trilogy (Live) / The First Time Ever I Saw Your Face (4 avril 1972)
- Burning Love / It's a Matter of Time (1er août 1972)
- Separate Ways / Always on My Mind (31 octobre 1972)
- Steamroller Blues (Live) / Fool (4 mars 1973)
- Raised on Rock / For Ol' Times Sake (22 septembre 1973)
- I've Got a Thing About You Baby / Take Good Care of Her (11 janvier 1974)
- If You Talk in Your Sleep / Help Me (10 mai 1974)
- Promised Land / It's Midnight (27 septembre 1974)
- My Boy / Thinking About You (4 janvier 1975)
- T-R-O-U-B-L-E- / Mr Songman (22 avril 1975)
- Pieces of My Life (30 septembre 1975)
- Hurt / For the Heart (12 mars 1976)
- Moody Blue / She Thinks I Still Care (29 novembre 1976)
- Way Down / Pledgin My Love (6 juin 1977)

## EPs

### Années 1950
- Elvis Presley EPA-747 (1956)
- Elvis Presley EPB-1254 (1956)
- Heartbreak Hotel (1956)
- Elvis Presley EPA-830 (1956)
- The Real Elvis (1956)
- Any Way You Want Me (1956)
- Elvis Vol. 1 (1956)
- Love Me Tender (1956)
- Elvis Vol. 2 (1956)
- Strictly Elvis (1957)
- Peace In The Valley (1957)
- Just For You (1957)
- Loving You Vol. 1 (1957)
- Loving You Vol. 2 (1957)
- Jailhouse Rock (1957)
- Elvis Sings Christmas Songs (1957)
- King Creole Vol. 1 (1958)
- King Creole Vol. 2 (1958)
- Elvis Sails (1958)
- Christmas With Elvis (1958)
- A Touch Of Gold Vol. 1 (1959)
- A Touch Of Gold Vol. 2 (1959)

### Années 1960
- A Touch Of Gold Vol. 3 (1960)
- Elvis By Request: Flaming Star (1961)
- Follow That Dream (1962)
- Kid Galahad (1962)
- Viva Las Vegas (1964)
- Tickle Me (1965)
- Easy Come Easy Go (1967)